# Ičňa
Ičňa (ukrajinsky І́чня, rusky Ичня – Ičňa) je město v Černihivské oblasti na Ukrajině. Po administrativně-teritoriální reformě v červenci 2020 patří do Pryluckého rajónu, do té doby bylo centrem Ičeňského rajónu. K roku 2020 v něm žilo bezmála jedenáct tisíc obyvatel.

## Poloha a doprava
Město leží na říčce Ičence, levém přítoku Udaje v povodí Suly.
Přes město prochází železniční trať z Pryluk do Bachmače.

## Dějiny
První zmínka o Ičně je ze čtrnáctého století. Jméno je zřejmě odvozeno od jména řeky. V roce 1957 se Ičňa stala městem.
Dne 9. října 2018 došlo u města k výbuchu muničního skladu, kvůli kterému bylo evakuováno přes dvanáct tisíc osob.

### Rodáci
- Ivan Petrovič Marto (1754–1835), sochař
- Stepan Vasylovyč Vasylčenko (1879–1932), spisovatel
- Sonia Greeneová (1883–1972), americká spisovatelka